# World Tag Team Championship (WWE, 1971-2010)
El WWE World Tag Team Championship (en español Campeonato Mundial de Parejas de la WWE) fue un campeonato de lucha libre profesional que fue defendido por parejas en la World Wrestling Federation/Entertainment desde 1971 hasta 2010.

## Historia

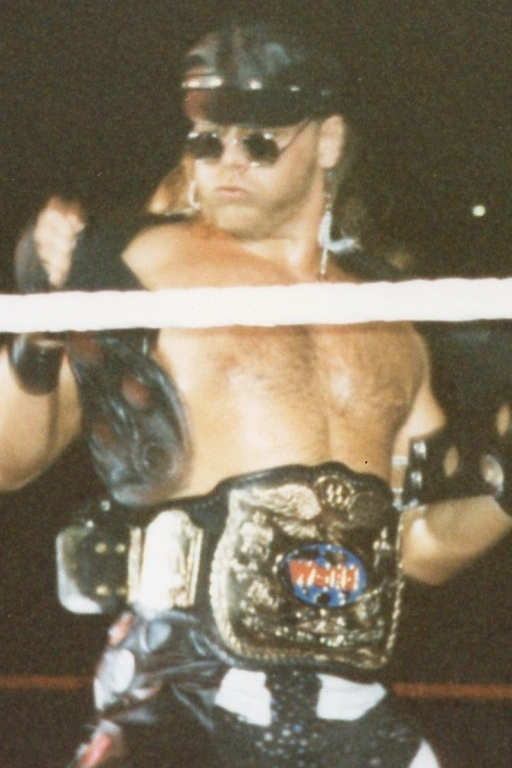
Shawn Michaels luciendo el diseño de más largo uso del cinturón, empleado entre 1985 y 2002.

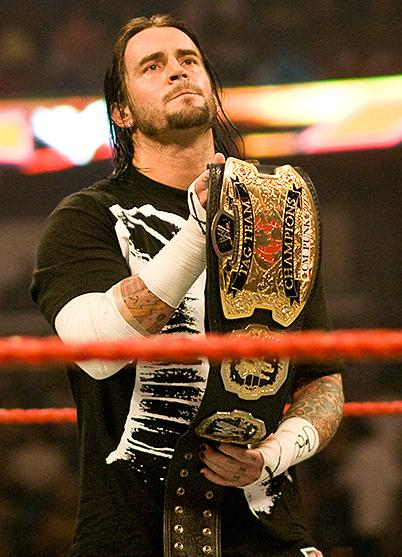
CM Punk con el último diseño del cinturón, empleado entre 2002 y 2010.

El Campeonato Mundial en Parejas fue originalmente conocido como el Campeonato Mundial en Parejas de la World Wide Wrestling Federation (WWWF). Siendo introducido el título en 1971, Luke Graham & Tarzan Tyler se convirtieron en los campeones inaugurales el 3 de junio. Luego, en 1979, el nombre de la promoción cambió a World Wrestling Federation, así que el título fue renombrado como Campeonato Mundial en Parejas de la World Wrestling Federation (WWF).
En marzo de 2001, la World Wrestling Federation absorbió a la World Championship Wrestling. Seguido a esto, Vince McMahon orquestó el storyline de "La Invasión", en la que la WCW fue definitivamente desmantelada. En el final de "La Invasión" en Survivor Series 2001, el Campeonato en Parejas de la WCW y el Campeonato en Parejas de la WWF fueron unificados, cuando los Campeones en Pareja de la WCW The Dudley Boyz vencieron a los Campeones en Pareja de la WWF The Hardy Boyz en un Steel Cage Match. Por este resultado, es que The Dudley Boyz son nombrados como los últimos Campeones en Pareja de la WCW y se convierten en los nuevos Campeones en Pareja de la WWF.
Después del Cambio de nombre de WWF a WWE en 2002, el campeonato fue renombrado como el Campeonato en Parejas de la World Wrestling Entertainment (WWE). Luego, durante el período de División de Bandas (Draft), el Gerente General de RAW Eric Bischoff, llevó a los Campeones en Pareja de la WWE a la marca RAW luego que ellos habían sido originalmente cambiados a la marca SmackDown!. Como resultado del Draft el Campeonato en Parejas se convirtió en exclusivo de la marca RAW, dejando a SmackDown! sin campeonato en parejas. A consecuencia de las acciones de Bischoff, la Gerente General de SmackDown! Stephanie McMahon introdujo un nuevo Campeonato en Parejas de la WWE y se convirtió en exclusivo de la marca SmackDown!. Con la introducción del Campeonato Mundial en RAW luego que el Campeonato de la WWE fue traspasado a SmackDown!, el antiguo Campeonato en Parejas de la WWE de RAW se renombró como el Campeonato Mundial en Parejas de la WWE. Esto fue hecho de modo que los nombres de ambos títulos en pareja reflejaran los nombres de los campeonatos máximos de cada marca. Sin embargo, luego que el Campeonato de la WWE y el Campeonato Mundial de Peso Pesado cambiaron de marca durante la lotería del Draft del 2005, ninguno de los títulos en pareja fue renombrado.
En WrestleMania XXV, los campeones John Morrison & The Miz perdieron los campeonatos ante los Campeones en Parejas de la WWE The Colóns (Carlito & Primo), pasando a ser el Campeonato Unificado en Parejas de la WWE. Sin embargo, ningún título fue retirado, ya que ambos tenían sus listas de campeones separadas. Finalmente, en agosto de 2010, durante el reinado de The Hart Dynasty (David Hart Smith & Tyson Kidd), el campeonato pasó a llamarse Campeonato en Parejas de la WWE y, poco después, el mundial fue retirado.

## Lista de campeones
| Luchador                                                             | N.º | Fecha                    | Días | Show o evento                  | Notas |
| -------------------------------------------------------------------- | --- | ------------------------ | ---- | ------------------------------ | --- |
| Luke Graham (1) & Tarzan Tyler (1)                                   | 1   | 3 de junio de 1971       | 182  |                                | Ver listaDerrotaron a Dick the Bruiser & The Sheik. |
| Karl Gotch (1) & Rene Goulet (1)                                     | 1   | 6 de diciembre de 1971   | 57   |                                | |
| Mikel Scicluna (1) & King Curtis (1)                                 | 1   | 1 de febrero de 1972     | 111  |                                | |
| Chief Jay Strongbow (1) & Sonny King (1)                             | 1   | 22 de mayo de 1972       | 36   |                                | |
| Professor Tanaka (1) & Mr. Fuji (1)                                  | 1   | 27 de junio de 1972      | 337  |                                | |
| Tony Garea (1) & Haystacks Calhoun (1)                               | 1   | 30 de mayo de 1973       | 104  |                                | |
| Professor Tanaka (2) & Mr. Fuji (2)                                  | 2   | 11 de septiembre de 1973 | 64   |                                | |
| Tony Garea (2) & Dean Ho (1)                                         | 1   | 14 de noviembre de 1973  | 175  |                                | |
| The Valiant Brothers (Jimmy Valiant (1) & Johnny Valiant (1)         | 1   | 8 de mayo de 1974        | 370  |                                | |
| Dominic DeNucci (1) & Víctor Rivera (1)                              | 1   | 13 de mayo de 1975       | 67   |                                | |
| Dominic DeNucci (1) & Pat Barret (1)                                 | 1   | 1975                     | 38   |                                | Ver listaRivera dejó la WWWF y fue reemplazado por Barret. |
| The Blackjacks (Lanza (1) & Mulligan (1))                            | 1   | 26 de agosto de 1975     | 74   |                                | |
| Tony Parisi (1) & Louis Cerdan (1)                                   | 1   | 8 de noviembre de 1975   | 185  |                                | |
| The Executioners (#1 (1) & #2 (1))                                   | 1   | 11 de mayo de 1976       | 168  |                                | |
| Vacante                                                              | -   | 7 de diciembre de 1976   |      |                                | Ver listaPor la participación de un tercer Executioner. |
| Chief Jay Strongbow (2) & Bill White Wolf (1)                        | 1   | 7 de diciembre de 1976   | 237  |                                | Ver listaDerrotaron a The Executioners y Tor Kamata & Nikolai Volkoff. |
| Vacante                                                              | -   | 1977                     |      |                                | Ver listaDebido a una lesión sufrida por Wolf. |
| Professor Tanaka (3) & Mr. Fuji (3)                                  | 3   | 27 de septiembre de 1977 | 168  |                                | Ver listaDerrotaron a Tony Garea & Larry Zbyszko. |
| Dominic DeNucci (3) & Dino Bravo (1)                                 | 1   | 14 de marzo de 1978      | 104  |                                | |
| The Yukon Lumberjacks (Eric (1) & Pierre (1))                        | 1   | 26 de junio de 1978      | 148  |                                | |
| Tony Garea (3) & Larry Zbyszko                                       | 1   | 21 de noviembre de 1978  | 105  |                                | |
| The Valiant Brothers Johnny Valiant (2) & Jerry Valiant              | 1   | 6 de marzo de 1979       | 230  |                                | |
| Ivan Putski & Tito Santana                                           | 1   | 22 de octubre de 1979    | 173  |                                | |
| The Wild Samoans (Afa (1) & Sika (1))                                | 1   | 12 de abril de 1980      | 119  |                                | |
| Bob Backlund & Pedro Morales                                         | 1   | 9 de agosto de 1980      | 1    |                                | |
| Vacante                                                              | -   | 10 de agosto de 1980     |      |                                | Ver listaDebido al estatus de Backlund de Campeón Mundial Peso Pesado de la WWF. |
| The Wild Samoans (Afa (2) & Sika (2))                                | 2   | 9 de septiembre de 1980  | 60   |                                | Ver listaDerrotaron a Tony Garea & Rene Goulet. |
| Tony Garea (4) & Rick Martel                                         | 1   | 8 de noviembre de 1980   | 129  |                                | |
| The Moondogs (Rex (1) & King (1))                                    | 1   | 17 de marzo de 1981      | 45   |                                | |
| The Moondogs (Rex (1) & Spot (1))                                    | 1   | 17 de marzo de 1981      | 81   |                                | Ver listaSpot reemplazó a King ya que no pudo defender el título debido a una prohibición de ingresar a los Estados Unidos desde Canadá.                                                                           |
| Tony Garea (5) & Rick Martel (2)                                     | 2   | 21 de julio de 1981      | 84   |                                | |
| Mr. Fuji (4) & Mr. Saito (1)                                         | 1   | 13 de octubre de 1981    | 258  |                                | |
| Jules Strongbow (1) & Chief Jay Strongbow (3)                        | 1   | 28 de junio de 1982      |      |                                | |
| Vacante                                                              | -   | 28 de junio de 1982      |      |                                | Ver listaDebido a una repetición de esa misma noche que mostró que en su lucha ante Mr. Fuji y Mr. Saito, mostrase que el conteo de tres fuese inválido ya que el pie de Fuji se encontraba debajo de las cuerdas. |
| Mr. Fuji (5) & Mr. Saito (2)                                         | 2   | 13 de julio de 1982      | 105  |                                | Ver listaDerrotaron a Jules & Chief Jay Strongbow. |
| Jules Strongbow (2) & Chief Jay Strongbow (4)                        | 2   | 26 de octubre de 1982    | 133  |                                | |
| The Wild Samoans (Afa (3) & Sika (3))                                | 3   | 8 de marzo de 1983       | 252  |                                | |
| Tony Atlas (1) & Rocky Johnson (1)                                   | 1   | 15 de noviembre de 1983  | 154  |                                | |
| Adrian Adonis (1) & Dick Murdoch (1)                                 | 1   | 17 de abril de 1984      | 279  |                                | |
| The US Express (Mike Rotundo (1) & Barry Windham (1))                | 1   | 21 de enero de 1985      | 69   |                                | |
| Iron Sheik (1) & Nikolai Volkoff (1)                                 | 1   | 31 de marzo de 1985      | 78   | WrestleMania I                 | |
| The US Express (Mike Rotundo (2) & Barry Windham (2))                | 2   | 17 de junio de 1985      | 68   |                                | |
| The Dream Team (Brutus Beefcake (1) & Greg Valentine (1))            | 1   | 24 de agosto de 1985     | 226  |                                | |
| The British Bulldogs (Dynamite Kid (1) & Davey Boy Smith (1)         | 1   | 7 de abril de 1986       | 294  | WrestleMania 2                 | |
| The Hart Foundation (Bret Hart (1) & Jim Neidhart (1))               | 1   | 26 de enero de 1987      | 274  | Superstars of Wrestling        | |
| Strike Force (Rick Martel (3) & Tito Santana (2)                     | 1   | 27 de octubre de 1987    | 152  | Superstars of Wrestling        | |
| Demolition (Ax (1) & Smash (1))                                      | 1   | 27 de marzo de 1988      | 478  | WrestleMania IX                | |
| The Brain Busters (Arn Anderson (1) & Tully Blanchard (1)<>          | 1   | 18 de julio de 1989      | 76   | Saturday Night's Main Event    | |
| Demolition (Ax (2) & Smash (2))                                      | 2   | 2 de octubre de 1989     | 72   | Saturday Night's Main Event    | |
| The Colossal Connection (Andre the Giant (1) & Haku (1))             | 1   | 13 de diciembre de 1989  | 109  | Superstars of Wrestling        | |
| Demolition (Ax (3), Smash (3) & Crush (1))                           | 3   | 1 de abril de 1990       | 148  | WrestleMania VI                | Usaron la Freebird Rule |
| The Hart Foundation (Bret Hart (2) & Jim Neidhart (2))               | 2   | 27 de agosto de 1990     | 209  | SummerSlam                     | |
| The Nasty Boys (Brian Knobbs (1) & Jerry Sags (1))                   | 1   | 24 de marzo de 1991      | 155  | WrestleMania VII               | |
| The Legion of Doom (Animal (1) & Hawk (1))                           | 1   | 26 de agosto de 1991     | 165  | SummerSlam                     | |
| Money, Inc. (Ted DiBiase (1) & I.R.S. (3))                           | 1   | 7 de febrero de 1992     | 164  |                                | |
| The Natural Disasters (Earthquake (1) & Typhoon (1))                 | 1   | 20 de julio de 1992      | 85   | House Show                     | |
| Money, Inc. (Ted DiBiase (2) & I.R.S. (4))                           | 2   | 13 de octubre de 1992    | 244  | Wrestling Challenge            | |
| The Steiner Brothers (Scott (1) & Rick (1))                          | 1   | 14 de junio de 1993      | 2    | House Show                     | |
| Money, Inc. (Ted DiBiase (3) & I.R.S. (5))                           | 3   | 16 de junio de 1993      | 3    | House show                     | |
| The Steiner Brothers (Rick (2) & Scott (2))                          | 2   | 19 de junio de 1993      | 86   | House show                     | |
| The Quebecers (Pierre (1) & Jacques (1))                             | 1   | 13 de septiembre de 1993 | 119  | Monday Night RAW               | |
| Marty Jannetty (1) & 1-2-3 Kid (1)                                   | 1   | 10 de enero de 1994      | 7    | Monday Night RAW               | |
| The Quebecers (Pierre (2) & Jacques (2))                             | 2   | 17 de enero de 1994      | 71   | House show                     | |
| Men on a Mission (Mabel (1) & Mo (1))                                | 1   | 29 de marzo de 1994      | 2    | House Show                     | |
| The Quebecers (Pierre (3) & Jacques (3))                             | 3   | 31 de marzo de 1994      | 26   | House Show                     | |
| The Headshrinkers (Fatu (1) & Samu (1))                              | 1   | 26 de abril de 1994      | 124  | Monday Night RAW               | |
| Two Dudes with Attitudes (Diésel (1) & Shawn Michaels (1))           | 1   | 28 de agosto de 1994     | 87   | House Show                     | |
| Vacante                                                              | -   | 23 de noviembre de 1994  |      | Survivor Series                | Ver listaDebido a que Michaels y Diésel no podían funcionar como equipo. |
| 1-2-3 Kid (2) & Bob Holly (1)                                        | 1   | 22 de enero de 1995      | 1    | Royal Rumble                   | Ver listaDerrotaron a Bam Bam Bigelow & Tatanka. |
| The Smokin' Gunns (Bart Gunn (1) & Billy Gunn (1))                   | 1   | 23 de enero de 1995      | 69   | Monday Night RAW               | |
| Owen Hart (1) & Yokozuna (1)                                         | 1   | 2 de abril de 1995       | 175  | WrestleMania XI                | |
| Two Dudes with Attitudes (Diésel (2) & Shawn Michaels (2))           | 2   | 24 de septiembre de 1995 | 1    |                                | |
| Owen Hart (2) & Yokozuna (2)                                         | 2   | 25 de septiembre de 1995 | 0    | Monday Night RAW               | |
| The Smokin' Gunns (Bart Gunn (2) & Billy Gunn (2))                   | 2   | 25 de septiembre de 1995 | 143  | Monday Night RAW               | |
| Vacante                                                              | -   | 15 de febrero de 1996    |      |                                | Ver listaDebido a una lesión sufrida por Billy. |
| The Bodydonnas (Skip Bodydonna (1) & Zip Bodydonna (1))              | 1   | 31 de marzo de 1996      | 49   |                                | Ver listaDerrotaron a The Godwinns por los títulos vacantes. |
| The Godwinns (Henry Godwinn (1) & Phineas Godwinn (1))               | 1   | 19 de mayo de 1996       | 7    | House Show                     | |
| The Smokin' Gunns (Bart Gunn (3) & Billy Gunn (3))                   | 3   | 26 de mayo de 1996       | 119  | In Your House 8: Beware of Dog | |
| Owen Hart (3) & The British Bulldog (2)                              | 1   | 22 de septiembre de 1996 | 245  | In Your House 10: Mind Games   | |
| Steve Austin (1) & Shawn Michaels (3)                                | 1   | 25 de mayo de 1997       | 49   | RAW is WAR                     | |
| Vacante                                                              | -   | 14 de julio de 1997      |      | RAW is WAR                     | Ver listaDebido a una lesión sufrida por Michaels. |
| Steve Austin (2) & Dude Love (1)                                     | 1   | 14 de julio de 1997      | 55   | RAW is WAR                     | Ver listaDerrotaron a The British Bulldog & Owen Hart. |
| Vacante                                                              | -   | 7 de septiembre de 1997  |      | Ground Zero: In Your House     | Ver listaDebido a una lesión sufrida por Austin. |
| The Headbangers (Headbanger Mosh (1) & Headbanger Thrasher (1))      | 1   | 7 de septiembre de 1997  | 28   | Ground Zero: In Your House     | Ver listaDerrotaron a Godwinns, The Legion of Doom y The British Bulldog & Owen Hart. |
| The Godwinns (Henry Godwinn (2) & Phineas Godwinn (2))               | 2   | 5 de octubre de 1997     | 2    | In Your House 18: Bad Blood    | |
| The Legion of Doom (Road Warrior Animal (2) & Road Warrior Hawk (2)) | 2   | 7 de octubre de 1997     | 48   | RAW is WAR                     | |
| The New Age Outlaws (Billy Gunn (4) & Road Dogg (1))                 | 1   | 24 de noviembre de 1997  | 125  | RAW is WAR                     | |
| Cactus Jack (2) & Chainsaw Charlie (1)                               | 1   | 29 de marzo de 1998      | 1    | WrestleMania XIV               | |
| Vacante                                                              | -   | 30 de marzo de 1998      |      | RAW is WAR                     | Ver listaDebido a que Cactus Jack & Chainsaw Charlie no ganaron el combate correctamente en WrestleMania XIV. |
| The New Age Outlaws (Billy Gunn (5) & Road Dogg (2))                 | 2   | 30 de marzo de 1998      | 105  | RAW is WAR                     | Ver listaDerrotaron a Cactus Jack & Chainsaw Charlie. |
| Mankind (3) & Kane (1)                                               | 1   | 13 de julio de 1998      | 13   | RAW is WAR                     | |
| Steve Austin (3) & The Undertaker (1)                                | 1   | 26 de julio de 1998      | 15   | In Your House 23: Fully Loaded | |
| Kane (2) & Mankind (4)                                               | 2   | 10 de agosto de 1998     | 20   | RAW is WAR                     | Ver listaDerrotaron a Austin & Undertaker, The New Age Outlaws y Owen Hart & The Rock. |
| The New Age Outlaws (Billy Gunn (6) & Road Dogg (3))                 | 3   | 30 de agosto de 1998     | 106  | SummerSlam                     | |
| The Big Boss Man (1) & Ken Shamrock (1)                              | 1   | 14 de diciembre de 1998  | 42   | RAW is WAR                     | |
| Owen Hart (4) & Jeff Jarrett (1)                                     | 1   | 25 de enero de 1999      | 64   | RAW is WAR                     | |
| Kane (3) & X-Pac* (3)                                                | 1   | 30 de marzo de 1999      | 56   | RAW is WAR                     | Ver listaX-Pac antes 1-2-3 Kid. |
| The Acolytes (Bradshaw (1) & Faarooq (1))                            | 1   | 31 de mayo de 1999       | 35   | RAW is WAR                     | |
| The Hardy Boyz (Matt (1) & Jeff (1))                                 | 1   | 29 de junio de 1999      | 26   | RAW is WAR                     | |
| The Acolytes (Bradshaw (2) & Faaroq (2))                             | 2   | 25 de julio de 1999      | 15   | Fully Loaded                   | |
| Kane (4) & X-Pac (4)                                                 | 2   | 9 de agosto de 1999      | 13   | RAW is WAR                     | |
| The Unholy Alliance (The Undertaker (2) & The Big Show (1))          | 1   | 22 de agosto de 1999     | 8    | SummerSlam                     | |
| The Rock 'n' Sock Connection (Mankind (5) & The Rock (1))            | 1   | 30 de agosto de 1999     | 8    | RAW is WAR                     | |
| The Unholy Alliance (The Undertaker (3) & The Big Show (2))          | 2   | 7 de septiembre de 1999  | 13   | SmackDown!                     | |
| The Rock 'n' Sock Connection (Mankind (6) & The Rock (2))            | 2   | 20 de septiembre de 1999 | 1    | RAW is WAR                     | |
| The New Age Outlaws (Billy Gunn (7) & Road Dogg (4))                 | 4   | 21 de septiembre de 1999 | 21   | SmackDown!                     | |
| The Rock 'n' Sock Connection (Mankind (7) & The Rock (3))            | 3   | 12 de octubre de 1999    | 6    | SmackDown!                     | |
| Crash Holly (1) & Hardcore Holly (2)                                 | 1   | 18 de octubre de 1999    | 15   | RAW is WAR                     | |
| Mankind (8) & Al Snow (1)                                            | 1   | 2 de noviembre de 1999   | 6    | SmackDown!                     | |
| The New Age Outlaws (Billy Gunn (8) & Road Dogg (5))                 | 5   | 8 de noviembre de 1999   | 111  | RAW is WAR                     | |
| The Dudley Boyz (Bubba Ray (1) & D-Von (1))                          | 1   | 27 de febrero de 2000    | 35   | No Way Out                     | |
| Edge (1) & Christian (1)                                             | 1   | 2 de abril de 2000       | 57   | WrestleMania 2000              | Ver listaThe Dudley Boyz y The Hardy Boyz. |
| Too Cool (Grandmaster Sexay (1) & Scotty 2 Hotty (1))                | 1   | 29 de mayo de 2000       | 27   | RAW is WAR                     | |
| Edge (2) & Christian (2)                                             | 2   | 25 de junio de 2000      | 91   | King of the Ring               | Ver listaDerrotaron a Too Cool, The Hardy Boyz y T & A. |
| The Hardy Boyz (Matt (2) & Jeff (2))                                 | 2   | 24 de septiembre de 2000 | 28   | Unforgiven                     | |
| Los Conquistadores                                                   | 3   | 22 de octubre de 2000    | 1    | No Mercy                       | |
| The Hardy Boyz (Matt (3) & Jeff (3))                                 | 3   | 23 de octubre de 2000    | 14   | RAW is WAR                     | |
| Right to Censor (Bull Buchanan (1) & Goodfather (1))                 | 1   | 6 de noviembre de 2000   | 34   | RAW is WAR                     | |
| Edge (4) & Christian (4)                                             | 4   | 10 de diciembre de 2000  | 8    | Armageddon                     | Ver listaDerrotaron a Right to Censor, Dudley Boyz y Road Dogg & K-Kwik. |
| The Rock (4) & The Undertaker (4)                                    | 1   | 18 de diciembre de 2000  | 1    | RAW is WAR                     | |
| Edge (5) & Christian (5)                                             | 5   | 19 de diciembre de 2000  | 33   | SmackDown!                     | |
| The Dudley Boyz (Bubba Ray (2) & D-Von (2))                          | 2   | 21 de enero de 2001      | 43   | Royal Rumble                   | |
| The Hardy Boyz (Matt (4) & Jeff (4))                                 | 4   | 5 de marzo de 2001       | 14   | RAW is WAR                     | |
| Edge (6) & Christian (6)                                             | 6   | 19 de marzo de 2001      | 0    | RAW is WAR                     | |
| The Dudley Boyz (Bubba Ray (3) & D-Von (3))                          | 3   | 19 de marzo de 2001      | 13   | RAW is WAR                     | |
| Edge (7) & Christian (7)                                             | 7   | 1 de abril de 2001       | 16   | WrestleMania X-Seven           | |
| The Brothers of the Destruction (The Undertaker (5) & Kane (5))      | 1   | 17 de abril de 2001      | 12   | SmackDown!                     | |
| The Two-Man Power Trip (Steve Austin (4) & Triple H (1))             | 1   | 29 de abril de 2001      | 22   | Backlash                       | |
| Chris Benoit (1) & Chris Jericho (1)                                 | 1   | 21 de mayo de 2001       | 29   | RAW is WAR                     | |
| The Dudley Boyz (Bubba Ray (4) & D-Von (4))                          | 4   | 19 de junio de 2001      | 20   | SmackDown!                     | |
| The APA (Bradshaw (3) & Faaroq (3))                                  | 3   | 9 de julio de 2001       | 29   | RAW is WAR                     | |
| Kanyon (1) & Diamond Dallas Page (1)                                 | 1   | 7 de agosto de 2001      | 12   | SmackDown!                     | |
| The Brothers of the Destruction (The Undertaker & Kane (6))          | 2   | 19 de agosto de 2001     | 29   | SummerSlam                     | |
| The Dudley Boyz (Bubba Ray (5) & D-Von (5))                          | 5   | 17 de septiembre de 2001 | 35   | RAW                            | |
| The Rock (5) & Chris Jericho (2)                                     | 1   | 22 de octubre de 2001    | 8    | RAW                            | |
| Booker T (1) & Test (1)                                              | 1   | 30 de octubre de 2001    | 13   | SmackDown!                     | |
| The Hardy Boyz (Matt & Jeff (5))                                     | 5   | 12 de noviembre de 2001  | 6    | RAW                            | |
| The Dudley Boyz (Bubba Ray (6) & D-Von (6))                          | 6   | 18 de noviembre de 2001  | 50   | Survivor Series                | |
| Tazz (1) & Spike Dudley (1)                                          | 1   | 7 de enero de 2002       | 43   | RAW                            | |
| Billy (9) & Chuck (1)                                                | 1   | 19 de febrero de 2002    | 89   | SmackDown!                     | |
| Rico (1) & Rikishi (2)                                               | 1   | 19 de mayo de 2002       | 16   | Judgment Day                   | |
| Billy (10) & Chuck (2)                                               | 2   | 4 de junio de 2002       | 28   | SmackDown!                     | |
| Edge (8) & Hollywood Hulk Hogan (1)                                  | 1   | 2 de julio de 2002       | 19   | SmackDown!                     | |
| The Un-Americans (Christian (8) & Lance Storm (1))                   | 1   | 21 de julio de 2002      | 64   | Vengeance                      | |
| Hurri-Kane (Kane (7) & The Hurricane (1))                            | 1   | 23 de septiembre de 2002 | 21   | RAW                            | |
| Christian (9) & Chris Jericho (3)                                    | 1   | 14 de octubre de 2002    | 62   | RAW                            | Ver listaDurante su reinado se presentó un nuevo diseño de los campeonatos. |
| Booker T (2) & Goldust (1)                                           | 1   | 15 de diciembre de 2002  | 22   | Armageddon                     | |
| William Regal (1) & Lance Storm (2)                                  | 1   | 6 de enero de 2003       | 13   | RAW                            | |
| The Dudley Boyz (Bubba Ray (7) & D-Von (7))                          | 7   | 19 de enero de 2003      | 1    | Royal Rumble                   | |
| William Regal (2) & Lance Storm (3)                                  | 2   | 20 de enero de 2003      | 61   | RAW                            | |
| Vacante                                                              | -   | 24 de marzo de 2003      |      | RAW                            | Ver listaDebido a una lesión de Regal. |
| Chief Morley (1) & Lance Storm (4)                                   | 1   | 24 de marzo de 2003      | 7    | RAW                            | |
| Kane (8) & Rob Van Dam (1)                                           | 1   | 31 de marzo de 2003      | 76   | RAW                            | Ver listaDerrotaron a Lance Storm & Chief Morley y The Dudley Boyz. |
| La Résistance (René Duprée (1) & Sylvain Grenier (1))                | 1   | 15 de junio de 2003      | 98   | Bad Blood                      | |
| The Dudley Boyz (Bubba Ray (8) & D-Von (8))                          | 8   | 21 de septiembre de 2003 | 84   | Unforgiven                     | |
| Evolution (Ric Flair (1) & Batista (1))                              | 1   | 14 de diciembre de 2003  | 64   | Armageddon                     | Ver listaDerrotaron a The Dudley Boyz, La Résistance, Val Venis & Lance Storm, Scott Steiner & Test, The Hurricane & Rosey y a Mark Jindrak & Garrison Cade.                                                       |
| Booker T (3) & Rob Van Dam (2)                                       | 1   | 16 de febrero de 2004    | 35   | RAW                            | |
| Evolution (Ric Flair (2) & Batista (2))                              | 2   | 22 de marzo de 2004      | 28   | Draft                          | |
| Chris Benoit (2) & Edge (9)                                          | 1   | 19 de abril de 2004      | 42   | RAW                            | |
| La Résistance (Robért Conway (1) & Sylvain Grenier (2))              | 1   | 31 de mayo de 2004       | 141  | RAW                            | |
| Chris Benoit (3) & Edge (10)                                         | 2   | 19 de octubre de 2004    | 13   | Taboo Tuesday                  | |
| La Résistance (Robért Conway (2) & Sylvain Grenier (3))              | 2   | 1 de noviembre de 2004   | 14   | RAW                            | |
| Eugene (1) & William Regal (3)                                       | 1   | 15 de noviembre de 2004  | 62   | RAW                            | Ver listaDerrotaron a La Résistance y a Rhyno & Tajiri. |
| La Résistance (Robért Conway (3) & Sylvain Grenier (4))              | 3   | 16 de enero de 2005      | 19   | House Show                     | Ver listaDerrotaron a William Regal & Jonathan Coachman. Eugene fue reemplazado por Jonathan Coachman debido a una lesión.                                                                                         |
| Tajiri (1) & William Regal (4)                                       | 1   | 4 de febrero de 2005     | 86   | RAW                            | |
| The Superheroes (The Hurricane (2) & Rosey (1))                      | 1   | 1 de mayo de 2005        | 140  | Backlash                       | Ver listaDerrotaron a La Résistance, Tajiri & Regal, The Heart Throbs y a Simon Dean & Maven. |
| Trevor Murdoch (1) & Lance Cade (1)                                  | 1   | 18 de septiembre de 2005 | 44   | Unforgiven                     | |
| The Big Show (3) & Kane (9)                                          | 1   | 1 de noviembre de 2005   | 153  | Taboo Tuesday                  | |
| The Spirit Squad (Johnny, Kenny, Mikey, Mitch y Nicky)               | 1   | 3 de abril de 2006       | 216  | RAW                            | Usaron la Freebird Rule |
| Ric Flair (3) & Roddy Piper (1)                                      | 1   | 5 de noviembre de 2006   | 8    | Cyber Sunday                   | |
| Rated-RKO (Edge (11) & Randy Orton (1))                              | 1   | 13 de noviembre de 2006  | 77   | RAW                            | |
| Shawn Michaels (4) & John Cena (1)                                   | 1   | 29 de enero de 2007      | 63   | RAW                            | |
| The Hardys (Matt & Jeff (6))                                         | 6   | 2 de abril de 2007       | 63   | RAW                            | Ver listaGanaron el campeonato en un Battle Royal de 10 equipos. |
| Trevor Murdoch (2) & Lance Cade (2)                                  | 2   | 4 de junio de 2007       | 93   | RAW                            | |
| Brian Kendrick (1) & Paul London (1)                                 | 1   | 5 de septiembre de 2007  | 3    | House Show                     | |
| Trevor Murdoch (3) & Lance Cade (3)                                  | 3   | 8 de septiembre de 2007  | 93   | House Show                     | |
| Hardcore Holly (3) & Cody Rhodes (1)                                 | 1   | 10 de diciembre de 2007  | 202  | RAW                            | |
| Priceless (Cody Rhodes (2) & Ted DiBiase (1))                        | 1   | 29 de junio de 2008      | 36   | Night of Champions             | Ver listaCody Rhodes se reveló como el compañero de equipo de Ted DiBiase, traicionando a Hardcore Holly. |
| Batista (3) & John Cena (2)                                          | 1   | 4 de agosto de 2008      | 7    | RAW                            | |
| Priceless (Cody Rhodes (3) & Ted DiBiase (3))                        | 2   | 11 de agosto de 2008     | 77   | RAW                            | |
| CM Punk (1) & Kofi Kingston (1)                                      | 1   | 27 de octubre de 2008    | 47   | RAW                            | |
| John Morrison (1) & The Miz (1)                                      | 1   | 13 de diciembre de 2008  | 113  | House Show                     | |
| The Colóns (Carlito (1) & Primo (1))                                 | 1   | 5 de abril de 2009       | 84   | WrestleMania XXV               | Ver listaDurante su reinado el título se renombró a Unified WWE Tag Team Championship, ya que The Colóns también ganaron el WWE Tag Team Championship.                                                             |
| Edge (12) & Chris Jericho (4)                                        | 1   | 28 de junio de 2009      | 28   | The Bash                       | Ver listaDerrotaron a The Colons & Priceless. |
| Jeri-Show (Chris Jericho (5) & The Big Show (4))                     | 1   | 26 de julio de 2009      | 140  | Night of Champions             | Ver listaShow reemplazó a Edge debido a una lesión. |
| D-Generation X (Shawn Michaels (5) & Triple H (2)                    | 1   | 13 de diciembre de 2009  | 57   | TLC: Tables, Ladders & Chairs  | |
| ShoMiz (The Big Show (5) & The Miz (2))                              | 1   | 8 de febrero de 2010     | 77   | Monday Night RAW               | |
| The Hart Dynasty (David Hart Smith (1) & Tyson Kidd (1))             | 1   | 26 de abril del 2010     | 112  | Draft                          | |
| Desactivado                                                          |     | 16 de agosto de 2010     |      | Monday Night RAW               | Ver listaA favor del Campeonato en Parejas de la WWE. |

## Reinados más largos
| Equipo                                 | Días | Fecha en que ganaron   | Fecha en que perdieron   | Notas                                               |
| -------------------------------------- | ---- | ---------------------- | ------------------------ | --------------------------------------------------- |
| Ax & Smash                             | 478  | 27 de marzo de 1988    | 18 de julio de 1989      | [ 1 ]                                               |
| Jimmy & Johnny Valiant                 | 370  | 8 de mayo de 1974      | 13 de mayo de 1975       | [ 2 ]                                               |
| Mr. Fuji & Professor Tanaka            | 337  | 27 de junio de 1972    | 30 de mayo de 1973       | [ 3 ]                                               |
| Chief Jay Strongbow & Billy White Wolf | 294  | 7 de diciembre de 1976 | 27 de septiembre de 1977 | Tuvieron que dejar el campeonato por lesión de Wolf |
| Davey Boy Smith & Dynamite Kid         | 294  | 7 de abril de 1986     | 26 de enero de 1987      | [ 5 ]                                               |

## Mayor cantidad de reinados

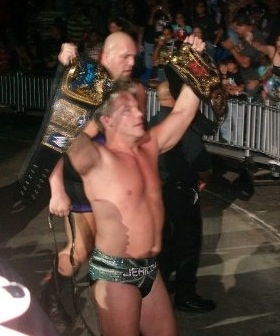
Chris Jericho y The Big Show ex-Campeones Mundiales en Parejas.

### En parejas
- 8 veces: The Dudley Boyz
- 7 veces: Edge & Christian
- 6 veces: The Hardy Boyz
- 5 veces: The New Age Outlaws

### Individualmente
- 12 veces: Edge.
- 10 veces: Billy Gunn.
- 9 veces: Christian, Kane y Matt Hardy .
- 8 veces: D-Von Dudley, Bubba Ray Dudley Mick Foley y Jeff Hardy.
- 6 veces: The Undertaker.
- 5 veces: The Rock, Mr. Fuji, Tony Garea, Road Dogg, Mike Rotundo/I.R.S., Chris Jericho, Shawn Michaels y The Big Show.